# Alex Harvey (músico)
Alex Harvey (5 de febrero de 1935 — 4 de febrero de 1982) fue un músico británico de rock and roll. Con su The Sensational Alex Harvey Band, construyó una fuerte reputación como artista en vivo durante la era del Glam Rock en los años 1970. La banda era reconocida por su estilo sobresaliente y de sus actuaciones enérgicas en vivo y por la personalidad carismática de Harvey.
-     En el álbum de covers "Metal Junkebox" la banda alemana Helloween realiza una versión del tema "Faith Healer".
-     En el EP "El Curandero" Paul Gillman, la canción del mismo nombre es una versión en español del tema "Faith Healer".
-     En el segundo álbum del grupo canario "Teclados Fritos" hacen una versión en español del tema "El hombre del tarro" (Man in the Jar).
- Datos: Q45375